# Fog City Records
Fog City Records is een onafhankelijk Amerikaans platenlabel, waarop muziek van Amerikaanse musici in verschillende genres uitkomt, zoals blues en funky jazz. Het gemeenschappelijke van de uitgegeven albums is dat ze 'sterk regionaal' zijn. Het label werd in 1996 opgericht door producer en technicus Dan Prothero met de release van de funkband Galactic uit New Orleans. Daarna volgden platen van onder meer Stanton Moore (drumer van Galactic), Garage A Trois, Papa Mali, Robert Walter's 20th Congress, MOFRO, Tim Bluhm en Etienne de Rocher. Het label is gevestigd in San Francisco.